# Левайн, Найджел
Найджел Левайн (англ. Nigel Levine; род. 30 апреля 1989, Сан-Фернандо, Тринидад и Тобаго) — британский легкоатлет, специализирующийся в беге на 400 метров. Чемпион Европы, призёр чемпионатов мира и Европы в эстафете 4×400 метров. Чемпион Европы среди юниоров (2007), двукратный чемпион Европы среди молодёжи (2011). Семикратный чемпион Великобритании. Участник летних Олимпийских игр 2012 и 2016 годов.

## Биография
Родился в Тринидаде и Тобаго, детство провёл в английском Бедфорде. Впервые за сборную Великобритании выступил на Европейском юношеском олимпийском фестивале 2005 года в Италии, когда на дистанции 100 метров финишировал шестым. Через два года удачно дебютировал в беге на 400 метров: в первом старте показал время 47,6, а по ходу сезона установил личный рекорд 46,31 и выиграл юниорский чемпионат страны. На чемпионате Европы среди юниоров завоевал золотую медаль в эстафете и финишировал четвёртым в беге на 400 метров.
На мировом юниорском первенстве 2008 года взял серебро в эстафете и проиграл одну сотую секунду в борьбе за финал в индивидуальном беге.
Зимой 2009 года, несмотря на неудачное выступление на национальном чемпионате (не смог пробиться в финал), 19-летний Левайн дебютировал за взрослую сборную страны на чемпионате Европы в помещении. В эстафете 4×400 метров он бежал третий этап и стал серебряным призёром турнира. Летом стал вторым в беге на 400 метров на молодёжном чемпионате Европы с личным рекордом 45,78.
Выиграл бронзовую медаль в эстафете на чемпионате мира в помещении 2010 года.
В 2011 году впервые в карьере стал чемпионом страны в помещении. Участвовал в зимнем чемпионате Европы, где дошёл до полуфинала в личном виде и во второй раз подряд завоевал серебро в эстафете. Стал одним из главных действующих лиц на молодёжном первенстве Европы, выиграв дистанцию 400 метров и эстафету 4×400 метров. Выступал на чемпионате мира, где в эстафете британцы стали седьмыми.
Олимпийский сезон 2012 года провёл на стабильно высоком уровне. В феврале установил личный рекорд для закрытых помещений на соревнованиях в Бирмингеме — 45,71. На чемпионате мира в помещении стал третьим в своём полуфинале (в финал проходил первые два спортсмена), а в эстафете выиграл серебро. Ещё одно личное достижение установил на этапе Бриллиантовой лиги в Осло, на котором Найджел стал лучшим с результатом 45,11. Помог завоевать команде серебро в эстафете 4×400 метров на чемпионате Европы в Хельсинки.
На Олимпийских играх в Лондоне участвовал в полуфинале на дистанции 400 метров.
Выиграл две медали на чемпионате Европы в помещении 2013 года: в беге на 400 метров уступил только Павлу Маслаку из Чехии, а в эстафете стал обладателем золота. На летнем чемпионате мира бежал заключительный этап в эстафете и финишировал четвёртым.
В 2014 году стал серебряным призёром чемпионата мира в помещении в эстафете. На Играх Содружества и чемпионате Европы также был в составе эстафетных четвёрок, но только в предварительных забегах. Оба раза в финале Найджел был запасным, а его команды занимали первое место.
Бежал в предварительном забеге эстафеты на чемпионате Европы 2016 года, после чего в финале был заменён на Джека Грина, а британцы стали третьими.
На Олимпийских играх в Рио-де-Жанейро вместе с партнёрами по команде был дисквалифицирован в предварительном забеге эстафеты за нарушение правил.
17 января 2017 года во время тренировочного сбора в испанском Тенерифе Найджел, находившийся за рулём мотоцикла, попал в серьёзную аварию, столкнувшись с автомобилем. На месте пассажира был Джеймс Эллингтон, также член спринтерской сборной Великобритании, который отметил, что «не представляет, каким образом они вместе с Найджелом смогли выжить». Оба спортсмена получили серьёзные травмы, из-за которых, по предварительной оценке, полностью пропустят соревновательный сезон 2017 года.

## Основные результаты
| Год  | Турнир                          | Место проведения           | Дисциплина       | Место      | Результат |
| ---- | ------------------------------- | -------------------------- | ---------------- | ---------- | --------- |
| 2005 | Европейский юношеский фестиваль | Линьяно-Саббьядоро, Италия | 100 м            | 6-е        | 10,88     |
| 2005 | Европейский юношеский фестиваль | Линьяно-Саббьядоро, Италия | эстафета 4×100 м | 5-е        | 42,52     |
| 2007 | Чемпионат Европы среди юниоров  | Хенгело, Нидерланды        | 400 м            | 4-е        | 46,58     |
| 2007 | Чемпионат Европы среди юниоров  | Хенгело, Нидерланды        | эстафета 4×400 м | 1-е        | 3.08,21   |
| 2008 | Чемпионат мира среди юниоров    | Быдгощ, Польша             | 400 м            | 9-е (1/2)  | 47,14     |
| 2008 | Чемпионат мира среди юниоров    | Быдгощ, Польша             | эстафета 4×400 м | 2-е        | 3.05,82   |
| 2009 | Чемпионат Европы в помещении    | Турин, Италия              | эстафета 4×400 м | 2-е        | 3.07,04   |
| 2009 | Чемпионат Европы среди молодёжи | Каунас, Литва              | 400 м            | 2-е        | 45,78     |
| 2009 | Чемпионат Европы среди молодёжи | Каунас, Литва              | эстафета 4×400 м | 6-е        | 3.06,18   |
| 2010 | Чемпионат мира в помещении      | Доха, Катар                | эстафета 4×400 м | 3-е        | 3.07,52   |
| 2011 | Чемпионат Европы в помещении    | Париж, Франция             | 400 м            | 7-е (1/2)  | 47,17     |
| 2011 | Чемпионат Европы в помещении    | Париж, Франция             | эстафета 4×400 м | 2-е        | 3.06,46   |
| 2011 | Чемпионат Европы среди молодёжи | Острава, Чехия             | 400 м            | 1-е        | 46,10     |
| 2011 | Чемпионат Европы среди молодёжи | Острава, Чехия             | эстафета 4×400 м | 1-е        | 3.03,53   |
| 2011 | Чемпионат мира                  | Тэгу, Южная Корея          | эстафета 4×400 м | 7-е        | 3.01,16   |
| 2012 | Чемпионат мира в помещении      | Стамбул, Турция            | 400 м            | 6-е (1/2)  | 46,46     |
| 2012 | Чемпионат мира в помещении      | Стамбул, Турция            | эстафета 4×400 м | 2-е        | 3.04,72   |
| 2012 | Чемпионат Европы                | Хельсинки, Финляндия       | эстафета 4×400 м | 2-е        | 3.01,56   |
| 2012 | Олимпийские игры                | Лондон, Великобритания     | 400 м            | 20-е (1/2) | 45,64     |
| 2012 | Олимпийские игры                | Лондон, Великобритания     | эстафета 4×400 м | 4-е (заб.) | 3.00,38   |
| 2013 | Чемпионат Европы в помещении    | Гётеборг, Швеция           | 400 м            | 2-е        | 46,21     |
| 2013 | Чемпионат Европы в помещении    | Гётеборг, Швеция           | эстафета 4×400 м | 1-е        | 3.05,78   |
| 2013 | Командный чемпионат Европы      | Гейтсхед, Великобритания   | 400 м            | 2-е        | 45,88     |
| 2013 | Чемпионат мира                  | Москва, Россия             | 400 м            | 14-е (1/2) | 45,60     |
| 2013 | Чемпионат мира                  | Москва, Россия             | эстафета 4×400 м | 4-е        | 3.00,88   |
| 2014 | Чемпионат мира в помещении      | Сопот, Польша              | 400 м            | 8-е (1/2)  | 46,84     |
| 2014 | Чемпионат мира в помещении      | Сопот, Польша              | эстафета 4×400 м | 2-е        | 3.03,49   |
| 2014 | Чемпионат мира по эстафетам     | Нассау, Багамские Острова  | эстафета 4×400 м | 4-е        | 3.00,32   |
| 2014 | Игры Содружества                | Глазго, Великобритания     | 400 м            | 16-е (1/2) | 46,57     |
| 2014 | Игры Содружества                | Глазго, Великобритания     | эстафета 4×400 м | 1-е (заб.) | 3.03,01   |
| 2014 | Чемпионат Европы                | Цюрих, Швейцария           | эстафета 4×400 м | 1-е (заб.) | 3.00,65   |
| 2016 | Чемпионат Европы                | Амстердам, Нидерланды      | эстафета 4×400 м | 1-е (заб.) | 3.01,63   |
| 2016 | Олимпийские игры                | Рио-де-Жанейро, Бразилия   | эстафета 4×400 м | — (заб.)   | DQ        |